# Didymoglossum exiguum
Didymoglossum exiguum är en hinnbräkenväxtart som först beskrevs av Richard Henry Beddome, och fick sitt nu gällande namn av Edwin Bingham Copeland. Didymoglossum exiguum ingår i släktet Didymoglossum och familjen Hymenophyllaceae. Inga underarter finns listade.